# Bofors Musikkår
Bofors Musikkår är en svensk symfonisk blåsorkester i Karlskoga.
Orkestern bildades 1918 och bestod till en början av en brassoktett. Den första ledaren var musiksergeanten och flöjtisten Acke Pettersson. Denne ersattes 191 av Eric Gustafson som kom att vara musikkårens dirigent fram till 1950, då hans son Stig Gustafson övertog uppdraget för att, fram till 1991, leda kåren. 
Under 1920- och 30-talen ökades antalet musiker och besättningen utökades med träblås till att så småningom ha en blåsarsymfonisk besättning. Bofors Musikkår ger minst två egna konserter per år och gör ett flertal uppdragsspelningar i regionen. Orkestern har gjort ett stort antal utlandsturnéer och vunnit flera förstapris i internationella tävlingar. Under 2000-talet har kåren samarbetat med bland andra Roger Pontare, Triple & Touch, Nils Landgren, The Brazz Brothers och Jan Johansen.

## Dirigenter
- 1918–1919 Acke Pettersson
- 1919–1950 Eric Gustafson
- 1950–1991 Stig Gustafson
- 1991–1997 Per Sjöberg
- 1997–2005 Torbjörn Lundqvist
- 2005-2010 Martin Lindor
- 2010– Anders Nordquist

## Styrelse
Ordförande är Tea Skoglund

## Diskografi
- 1976 – Music from Bofors
- 1979 – Älvsborgslåtar
- 2001 – Bofors Musikkår